# Henri Van Daele (toneelschrijver)
Henri Van Daele (Gent, 5 januari 1877 - Gent, 16 juli 1957) was een Belgisch cabaretier en schrijver van in totaal meer dan honderd toneelstukken en blijspelen.

## Biografie[1]
Van Daele groeide op in de arbeidersbuurt aan het oude havengebied in het noorden van Gent rond de Blaisantvest. Zijn familie woonde achtereenvolgens in de Sassepoortstraat, Geuzenberg vanaf 1880, en in de Spaargeldstraat (nu Spaarstraat) vanaf 1882.
Doordat zijn vader actief was in het amateurgezelschap De Vrijheidsliefde groeide hij op met toneel. Op 9-jarige leeftijd zette Henri daar zijn eerste stappen op de bühne. Op de leeftijd van 11 begon hij te werken in de fabriek.
In maart 1897 trok hij naar Nijvel en vervolgens naar Marcinelle. In juli 1898 verhuisde hij terug naar Gent naar de Populierstraat (nu Oosteeklostraat). In Rijsel leerde hij het beroep van kopergieter (1900-1902). Vanaf september 1902 vestigde hij zich te Gent als kopergieter in de Populierstraat.
Tijdens zijn verblijf in Frankrijk leerde hij enkele socialistisch geïnspireerde liederen. Onder invloed van Edward Anseele kwam naast het zingen ook het schrijven van toneelstukken. Samen met zijn broer Isidoor baatte hij vanaf oktober 1906, de tingeltangel (café-chantant) uit op de Vrijdagmarkt.
Uit die tijd dateren enkele stukken voor de "Vooruit" onder andere "De Tsakke" uit 1909, met muziek van Jef van der Meulen en Ferrer, eveneens uit 1909. Hij verhuisde in juni 1910 naar de Sint-Pietersnieuwstraat en in januari 1913 naar de Kleine Huidevettershoek.
Net voor de oorlog besloot hij van toneel zijn beroep te maken en de samenwerking met de muzikant Hector Seymortier leverde "Dokske de stek" (Den deken van de Muie), het blijspel "Een vieze Karwei" en "Wit of zwart".
Hij werd in 1913 door Cyriel Buysse en Virginie Loveling gevraagd het laatste bedrijf van hun "Het volle leven" uit 1908 te bewerken tot een toneelstuk. Dit werd dan "Uzeke wordt onderhouden".
Hij vluchtte met zijn gezin naar Nederland tijdens de Eerste Wereldoorlog om er 4 jaar te verblijven. Daar schreef hij "In Holland geïnterneerd" en "Oorlogskinderen". 
Later schreef hij enkele sociale drama’s waarvan "De duikboot" en "Het oorlogskindeke", beide uit 1919, de bekendste zijn.
Hij vestigde zich in de Kerkstraat en later de Oude Brusselseweg in Gentbrugge na de oorlog. 
Na de Eerste Wereldoorlog was hij een van de figuren die de Gentse Feesten droegen.
Voor “de Nieuwe Circus” schreef hij enkele stukken met veel spektakel. Het zon Van Daele niet dat toneel en het lokale aspect op de achtergrond verdwenen. En hij startte algauw met een eigen gezelschap, waarin ook Hélène Maréchal actief was, dat vanaf 1925 kon beschikken over de Minardschouwburg alwaar elke dag een voorstelling was. Als de Minard niet te beschikking was trad hij op op andere plaatsen in Vlaanderen.
"De vieze apotheker", "Half huis te huur", "Ene schoonmoeder uit de duizend", "Ne vieze patriot", "De lotterijmillionairs" waren stukken van deze periode. Als reactie tegen de “Circus”-trend beperkte Van Daele het variété-aspect in zijn eigen revues tot het minimum. Later bande hij het er zelfs helemaal uit.
Hij verhuisde terug naar Gent (Keizer Karelstraat) in 1936 waar hij verbleef tot aan zijn overlijden.
Door zijn afkeer voor het opkomende nazisme schreef hij het Hitlerhekelend "Hieteleire".
Na de Tweede Wereldoorlog kreeg hij een slechtere voorwaarden voor de Minardschouwburg, verminderde zijn populariteit en succes en overleed zijn vrouw. Tot aan zijn dood leed hij hierdoor aan enkele depressies.

## Zijn werk[2]
Hij schreef eenvoudige volkse stukken over het volksleven zoals huwelijken, buurtruzies, lokale politiek of actualiteit met doordacht gebruik van het Gentse dialect.
- De mislukte bolchevist (Blijspel)
- De miljonairs (toneel)
- Uzeke (toneelspel)
- Vila Patat (Blijspel)
- Onze Roste in de piste (Boek)
- De zetel van Mie Canapé (Blijspel)
- Een schuunmoeder uit de duust (Een schoonmoeder uit duizend) (Blijspel)
- Wit of zwart (Blijspel)
- Toon hee 't millioen! : een blok Vlaamsche folklore (toneel)
- Het testament van Barbara Baert (Blijspel)
- ‘t Is weer kiezinge
- Madam Politiek (stemrecht voor vrouwen
- Vader aan den haard en madam in ‘t parlement”
- Lotse wordt chanteuse,
- ‘t Lollekenstribunol
- Pierke den duvel

## Postuum eerbetoon
- Er werd door de Minard op 4 november 1969 een kunstmap uitgebracht en tevens een bord aangebracht aan de schouwburg.
- Bepaalde van zijn stukken worden nu nog opgevoerd en ook liedjes zoals "De visserkes van Astene", "De sterkste man van Gent" en "Georgette" staan nog in het repertoire van Walter De Buck.
- Een straat in Gentbrugge werd naar hem genoemd
- De "Henri Van Daele Award" wordt uitgereikt aan personen die verdienstelijk werk leverden door algemene bekendmaking van zijn oeuvre of het opvoeren van een van zijn werken.